# Vanilloïde
Un vanilloïde est un composé qui possède un groupe vanillyle. Parmi le groupe des vanilloïdes se trouvent l'alcool vanillique, la vanilline, l'acide vanillique, l'acétovanillone, l'acide vanillylmandélique, l'acide homovanillique, la capsaïcine, etc. De même, il existe les isovanilloïdes.
| Structure de l'alcool vanillique | Structure de la vanilline | Structure de l'acide vanillique | Structure de l'acetovanillon |
| alcool vanillique                | vanilline                 | acide vanillique                | acétovanillone               |
De nombreux vanilloïdes, en particulier la capsaïcine, mais aussi la résinifératoxine ou l'olvanil, se lient aux récepteurs TRPV1 (transient receptor potential vanilloid type 1), un canal ionique qui répond naturellement à des stimuli nocifs tels que des températures élevées et pH acides. Cette action est responsable de la sensation de chaleur ou de brûlure après l'ingestion de capsicum. 
En dehors de l'industrie agro-alimentaire, certains vanilloïdes tels que le nonivamide sont utilisés dans certaines formules de gaz poivre (« pepper spray »). 

## Littérature
- Jeewoo Lee, Sang Uk Kang, Su Yeon Kim, Sung Eun Kim, Yeong Joon Jo, Sunghoon Kim: Vanilloid and Isovanilloid Analogues as Inhibitors of Methionyl-tRNA and Isoleucyl-tRNA Synthetases, Bioorganic & Medicinal Chemistry Letters, 2001, 11 (8), p. 965–968; DOI 10.1016/S0960-894X(01)00096-8; PMID 11327601; « PDF »(Archive.org • Wikiwix • Archive.is • Google • Que faire ?).